# Vriesea poenulata
Vriesea poenulata là một loài thuộc chi Vriesea. Đây là loài đặc hữu của Brasil.

## Giống
- Vriesea 'Starburst'